# 帕爾捷尼特
帕爾捷尼特（俄语：Партенит），法理上是乌克兰克里米亚自治共和国南部雅尔塔区的市级镇，但事实上是俄罗斯克里米亞共和國阿盧什塔市议会下辖的市级镇。該鎮位於克里米亞半島南岸，距離辛菲羅波爾64公里，面積8.64平方公里，海拔高度90米，2011年人口6,061，人口密度每平方公里702人。

## 畫廊

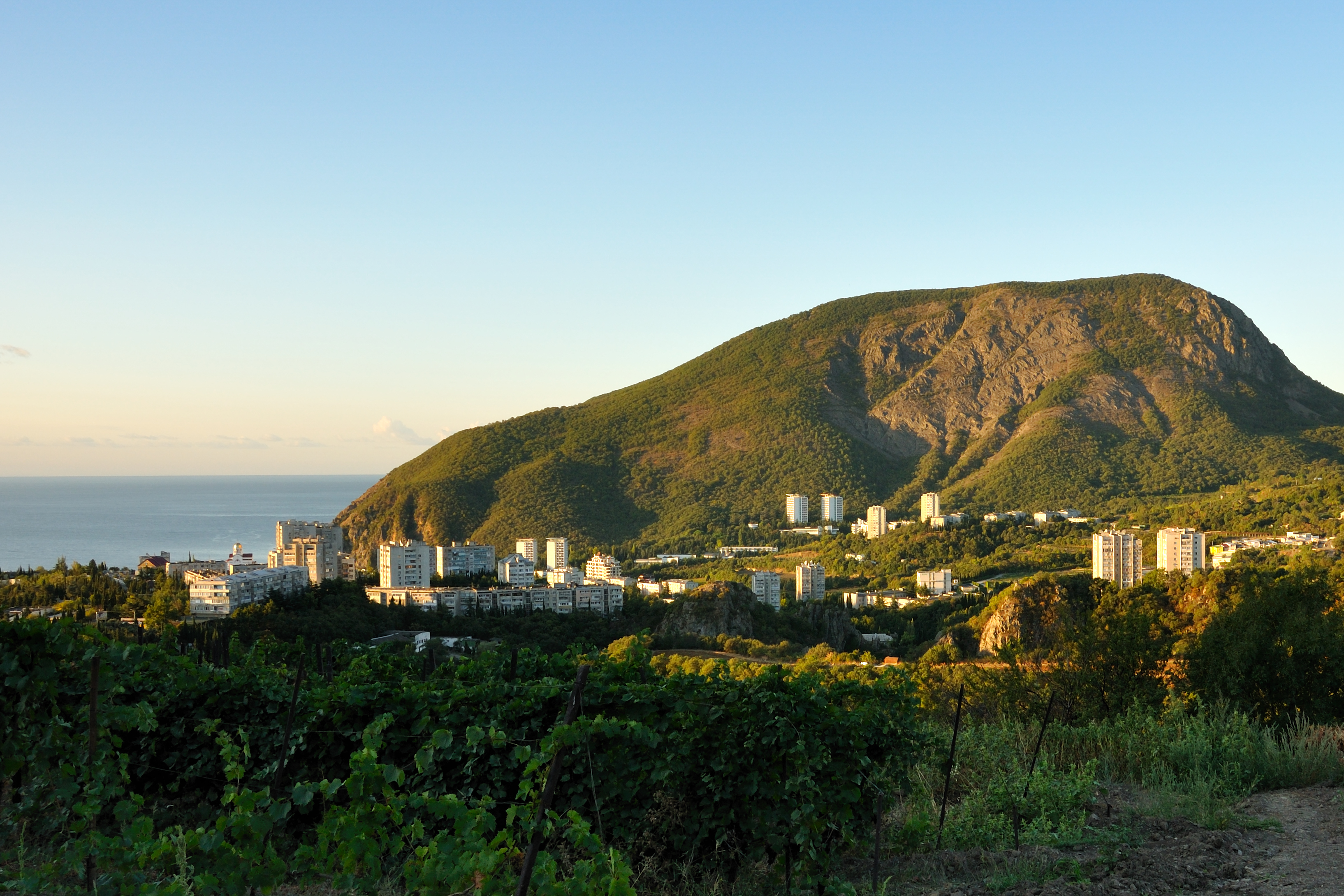
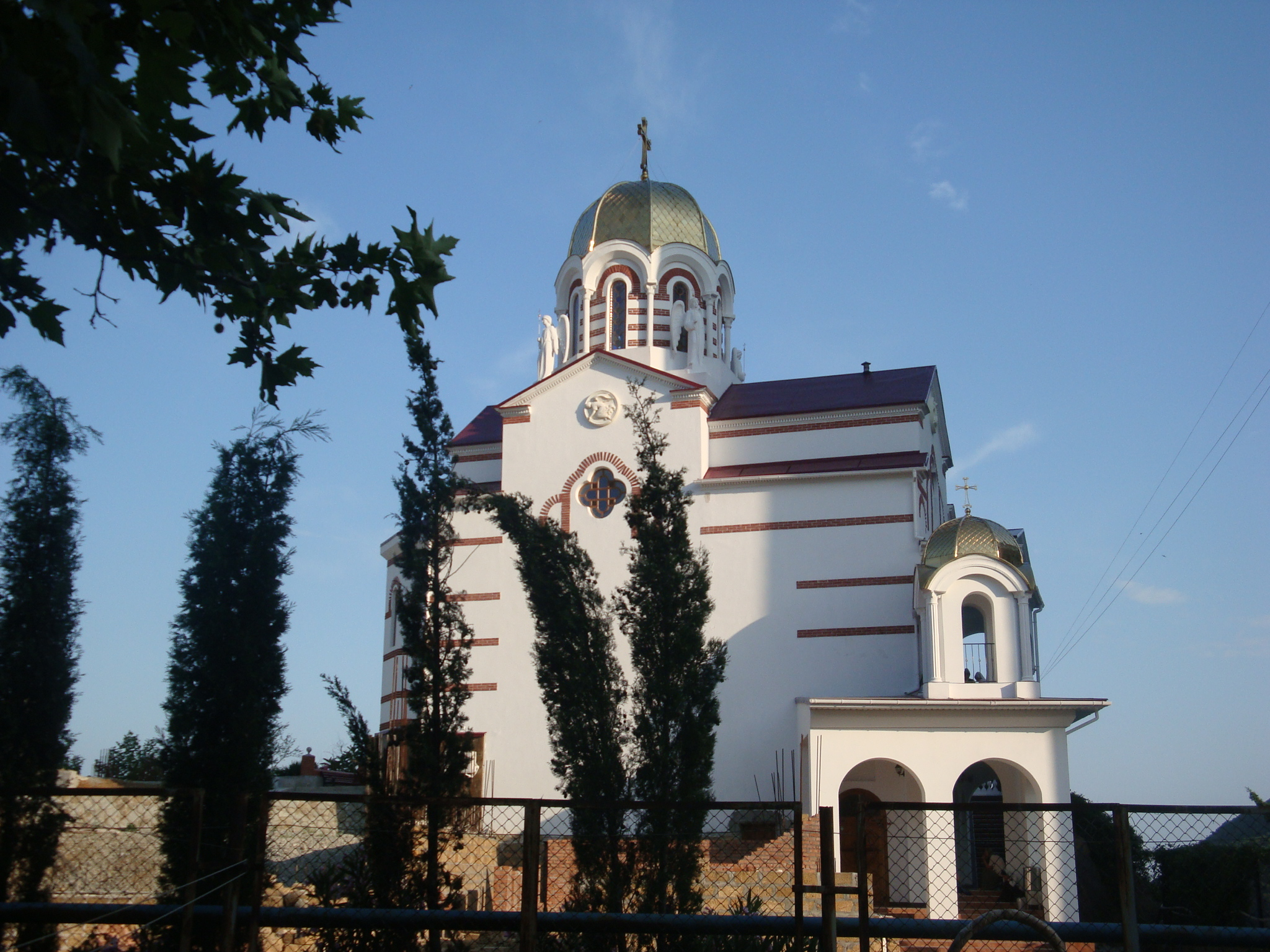
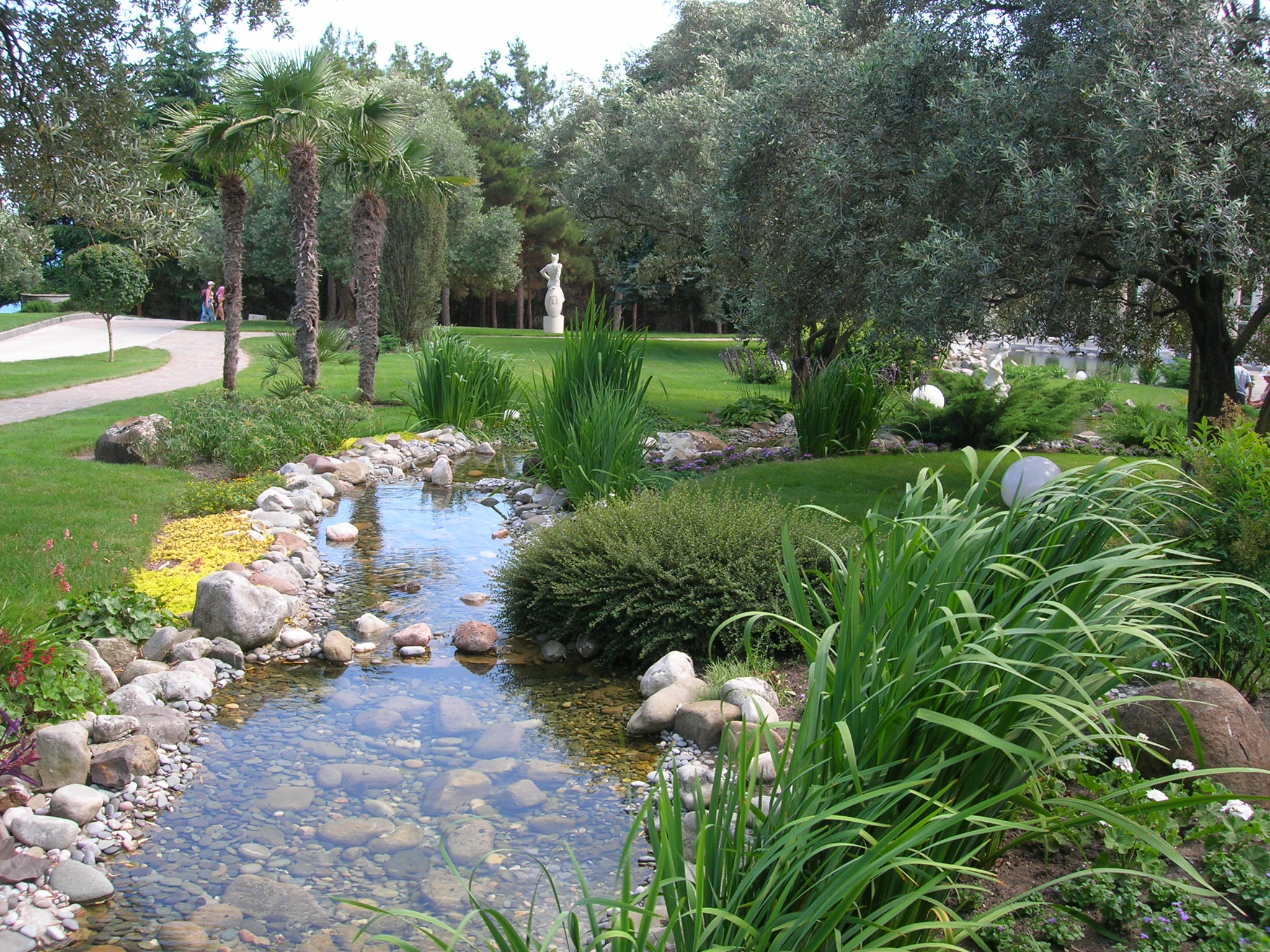